# Francisco Sancha Lengo
Francisco Sancha y Lengo, né le 16 août 1874 à Malaga et mort le 26 septembre 1936 à Oviedo, est un artiste peintre, dessinateur et caricaturiste espagnol. Il signait ses œuvres « Sancha » et, plus rarement, « Lengo ».

## Biographie
Francisco Sancha Lengo entame une formation artistique à la Real Academia de Bellas Artes de San Telmo (Málaga) sous la direction de Joaquín Martínez De La Vega (1846-1905). Puis il part à Madrid et est admis à l'Académie royale des beaux-arts de San Fernando, dans l'atelier de José Moreno Carbonero (en) qui eut également pour élève Juan Gris.
En tant que peintre, il produit essentiellement des paysages et des portraits. Dès 1897, il expose aux salons des Exposiciones Nacionales de Bellas Artes, décrochant deux médailles, en 1908 et 1910.
En 1899, il commence à publier des portraits dessinés dans La Vida literaria et la même année, arrive à Paris pour un court séjour. L'éditeur et galeriste Sigismond Schwarz lui prend quelques dessins pour ses périodiques satiriques dont Le Frou-frou. Puis il est publié dès 1901 dans L'Assiette au beurre où il se montre un portraitiste ouvert aux figures parisiennes typiques qu'il signe « Sancha » ou « Lengo » pour des portraits charge plus cruels. Il demeure sans doute le correspondant espagnol de certains de ces périodiques satiriques français entre 1900 et 1911 car il publie également dans La Caricature, Le Rire, Le Cri de Paris, Le Diable et L'Album comique de la famille.
Vivant principalement à Madrid, il rejoint avec Camara, Madrid Cómico, puis les commandes se multiplient en provenance de La Revista moderna dirigée par Julio Ruelas, Alma española, Gedeón, ¡Alegría!, La Ilustración Española y Americana, etc. En 1912, il part s'installer à Londres où il demeure jusqu'en 1922, période durant laquelle il devient le correspondant en Angleterre de nombreux périodiques espagnols. Il se lance également dans la conception de meubles et se consacre à la décoration intérieure ; il est l'auteur des fresques qui ornent le Centre culturel espagnol de Londres. Quand la Première Guerre mondiale éclate, il reste en Grande-Bretagne et attaque les empires centraux et ce, de façon féroce, en produisant entre autres des séries de cartes postales satiriques anti-germaniques. Dès 1915, il contribue à la revue España. En 1917, sort son album Libro de horas amargas, compuesto de refranes españoles (Livre des heures amères, composé de proverbes espagnols) qui est considéré comme son chef-d’œuvre.
Revenu en Espagne, il entre comme collaborateur artistique au magazine La Esfera
puis, sporadiquement, à El Sol, La Voz, Blanco y Negro et ABC. En mai 1925, ses peintures sont exposées à Nancy.
En 1936, ses sentiments républicains et socialistes s'expriment dans sa collaboration avec Avance, un magazine engagé publié à Oviedo : c'est là qu'il meurt, âgé de 62 ans.

## Ouvrages illustrés
- Por qué estamos en guerra. La justificación de la Gran Bretaña por individuos de la Facultad de Historia de Oxford, cartes postales politiques, Oxford, Horace Hart, 1914.
- G. K. Chesterton, Cartas a un viejo garibaldino, illustrations, Londres, Harrison and Sons, 1915.
- El Imperio británico en la guerra. Souvenir ilustrado de la guerra por el aire y por mar y tierra, cartes postales politiques, Londres, s. n, s. a., Impr. Associated News-papers Ltd.
- Ramiro de Maeztu, Inglaterra en armas. Una visita al frente, Londres, Darling and Sar Limited, 1916.
- Fables up to date: La fábula de la liebre y la tortuga, s.l., [Londres, 1917].
- [F. Sancha], Libro de horas amargas, compuesto de refranes españoles, Birmingham, Percival Jones, 1917.
- Luis Rubio Hidalgo, Una conquista, Madrid, Editorial Atlántida, 1926.